# Washburn (Iowa)
Washburn es un lugar designado por el censo ubicado en el condado de Black Hawk en el estado estadounidense de Iowa. En el Censo de 2010 tenía una población de 876 habitantes y una densidad poblacional de 271,23 personas por km².

## Geografía
Washburn se encuentra ubicado en las coordenadas 42°24′37″N 92°16′1″O / 42.41028, -92.26694. Según la Oficina del Censo de los Estados Unidos, Washburn tiene una superficie total de 3.23 km², de la cual 3.2 km² corresponden a tierra firme y (0.88%) 0.03 km² es agua.

## Demografía
Según el censo de 2010, había 876 personas residiendo en Washburn. La densidad de población era de 271,23 hab./km². De los 876 habitantes, Washburn estaba compuesto por el 97.83% blancos, el 0.68% eran afroamericanos, el 0% eran amerindios, el 0% eran asiáticos, el 0% eran isleños del Pacífico, el 0% eran de otras razas y el 1.48% pertenecían a dos o más razas. Del total de la población el 1.6% eran hispanos o latinos de cualquier raza.